# Оскар (кинопремия, 1951)
23-я церемония вручения наград премии «Оскар» за заслуги в области кинематографа за 1950 год состоялась 29 марта 1951 года в RKO Pantages Theatre (Голливуд, Калифорния). Номинанты были объявлены 12 февраля 1951 года.
Драматическая лента Джозефа Л. Манкевича «Всё о Еве» получила рекордное количество номинаций (14), тем самым обойдя предыдущее достижение по этому показателю (13 номинаций), установленное ранее исторической мелодрамой «Унесённые ветром». Данный рекорд не превзойдён до сих пор, лишь дважды его удалось повторить — фильму-катастрофе «Титаник» в 1998 году и мюзиклу «Ла-Ла Ленд» в 2017 году.

## Фильмы, получившие несколько номинаций
| Фильм                                           | номинации | награды |
| ----------------------------------------------- | --------- | ------- |
| • Всё о Еве / All About Eve                     | 14        | 6       |
| • Бульвар Сансет / Sunset Boulevard             | 11        | 3       |
| • Самсон и Далила / Samson and Delilah          | 5         | 2       |
| • Рождённая вчера / Born Yesterday              | 5         | 1       |
| • Хватай свою пушку, Энни! / Annie Get Your Gun | 4         | 1       |
| • Асфальтовые джунгли / The Asphalt Jungle      | 4         | -       |
| • Копи царя Соломона / King Solomon’s Mines     | 3         | 2       |
| • Третий человек / The Third Man                | 3         | 1       |
| • Отец невесты / Father of the Bride            | 3         | -       |
| • В клетке / Caged                              | 3         | -       |
| • Сломанная стрела / Broken Arrow               | 3         | -       |
| • Золушка (м/ф) / Cinderella                    | 3         | -       |
| • Харви / Harvey                                | 2         | 1       |
| • Место назначения — Луна / Destination Moon    | 2         | 1       |
| • Великолепный янки / The Magnificent Yankee    | 2         | -       |
| • Огонь и стрела / The Flame and the Arrow      | 2         | -       |

## Список лауреатов и номинантов
★ Лауреаты выделены отдельным цветом. 

### Основные категории
| Категории                                                                    | Лауреаты и номинанты                                                     | Лауреаты и номинанты                                                   |
| ---------------------------------------------------------------------------- | ------------------------------------------------------------------------ | ---------------------------------------------------------------------- |
| Лучший фильм                                                                 | ★ «Всё о Еве» (20th Century Fox)                                         | ★ «Всё о Еве» (20th Century Fox)                                       |
| Лучший фильм                                                                 | • Рождённая вчера (Columbia)                                             |                                                                        |
| Лучший фильм                                                                 | • Отец невесты (Metro-Goldwyn-Mayer)                                     |                                                                        |
| Лучший фильм                                                                 | • Копи царя Соломона (Metro-Goldwyn-Mayer)                               |                                                                        |
| Лучший фильм                                                                 | • Бульвар Сансет (Paramount)                                             |                                                                        |
| Лучший режиссёр                                                              | ★ Джозеф Л. Манкевич за фильм «Всё о Еве»                                | ★ Джозеф Л. Манкевич за фильм «Всё о Еве»                              |
| Лучший режиссёр                                                              | • Джон Хьюстон — «Асфальтовые джунгли»                                   |                                                                        |
| Лучший режиссёр                                                              | • Джордж Кьюкор — «Рождённая вчера»                                      |                                                                        |
| Лучший режиссёр                                                              | • Билли Уайлдер — «Бульвар Сансет»                                       |                                                                        |
| Лучший режиссёр                                                              | • Кэрол Рид — «Третий человек»                                           |                                                                        |
| Лучший актёр                                                                 |                                                                          | ★ Хосе Феррер — «Сирано де Бержерак» (за роль Сирано де Бержерака)     |
| Лучший актёр                                                                 | • Луи Кэлхерн — «Великолепный янки» (за роль Оливера Уэнделла Холмса)    |                                                                        |
| Лучший актёр                                                                 | • Уильям Холден — «Бульвар Сансет» (за роль Джо Гиллиса)                 |                                                                        |
| Лучший актёр                                                                 | • Джеймс Стюарт — «Харви» (за роль Элвуда П. Дауда)                      |                                                                        |
| Лучший актёр                                                                 | • Спенсер Трейси — «Отец невесты» (за роль Стэнли Т. Бэнкса)             |                                                                        |
| Лучшая актриса                                                               |                                                                          | ★ Джуди Холидей — «Рождённая вчера» (за роль Эммы «Билли» Даун)        |
| Лучшая актриса                                                               | • Энн Бакстер — «Всё о Еве» (за роль Евы Харрингтон)                     |                                                                        |
| Лучшая актриса                                                               | • Бетт Дейвис — «Всё о Еве» (за роль Марго Ченнинг)                      |                                                                        |
| Лучшая актриса                                                               | • Элинор Паркер — «В клетке» (за роль Мэри Аллен)                        |                                                                        |
| Лучшая актриса                                                               | • Глория Свенсон — «Бульвар Сансет» (за роль Нормы Десмонд)              |                                                                        |
| Лучший актёр второго плана                                                   |                                                                          | ★ Джордж Сандерс — «Всё о Еве» (за роль Эддисона ДеВитта)              |
| Лучший актёр второго плана                                                   | • Джефф Чандлер — «Сломанная стрела» (за роль Кочиса)                    |                                                                        |
| Лучший актёр второго плана                                                   | • Эдмунд Гвенн — «Мистер 880» (за роль «Шкипера» Миллера)                |                                                                        |
| Лучший актёр второго плана                                                   | • Сэм Джаффе — «Асфальтовые джунгли» (за роль дока Эрвина Риденшнайдера) |                                                                        |
| Лучший актёр второго плана                                                   | • Эрих фон Штрогейм — «Бульвар Сансет» (за роль Макса фон Майерлинга)    |                                                                        |
| Лучшая актриса второго плана                                                 |                                                                          | ★ Джозефин Халл — «Харви» (за роль Веты Луизы Симмонс)                 |
| Лучшая актриса второго плана                                                 | • Хоуп Эмерсон — «В клетке» (за роль Эвелин Харпер)                      |                                                                        |
| Лучшая актриса второго плана                                                 | • Селеста Холм — «Всё о Еве» (за роль Карен Ричардс)                     |                                                                        |
| Лучшая актриса второго плана                                                 | • Нэнси Олсон — «Бульвар Сансет» (за роль Бетти Шефер)                   |                                                                        |
| Лучшая актриса второго плана                                                 | • Телма Риттер — «Всё о Еве» (за роль Бёрди)                             |                                                                        |
| Лучший сценарий (англ. Best Writing, Story and Screenplay)                   | ★ Чарльз Брэкетт, Билли Уайлдер и Д. М. Маршман-мл. — «Бульвар Сансет»   | ★ Чарльз Брэкетт, Билли Уайлдер и Д. М. Маршман-мл. — «Бульвар Сансет» |
| Лучший сценарий (англ. Best Writing, Story and Screenplay)                   | • Рут Гордон и Гарсон Канин — «Ребро Адама»                              |                                                                        |
| Лучший сценарий (англ. Best Writing, Story and Screenplay)                   | • Вирджиния Келлогг и Бернард Си Шонфелд — «В клетке»                    |                                                                        |
| Лучший сценарий (англ. Best Writing, Story and Screenplay)                   | • Карл Форман — «Мужчины»                                                |                                                                        |
| Лучший сценарий (англ. Best Writing, Story and Screenplay)                   | • Джозеф Л. Манкевич и Лессер Сэмюэлс — «Выхода нет»                     |                                                                        |
| Лучший адаптированный сценарий (англ. Best Writing, Screenplay)              | ★ Джозеф Л. Манкевич — «Всё о Еве»                                       | ★ Джозеф Л. Манкевич — «Всё о Еве»                                     |
| Лучший адаптированный сценарий (англ. Best Writing, Screenplay)              | • Бен Мэддоу и Джон Хьюстон — «Асфальтовые джунгли»                      |                                                                        |
| Лучший адаптированный сценарий (англ. Best Writing, Screenplay)              | • Альберт Маннхеймер — «Рождённая вчера»                                 |                                                                        |
| Лучший адаптированный сценарий (англ. Best Writing, Screenplay)              | • Альберт Мальц — «Сломанная стрела»                                     |                                                                        |
| Лучший адаптированный сценарий (англ. Best Writing, Screenplay)              | • Фрэнсис Гудрич и Альберт Хэкетт — «Отец невесты»                       |                                                                        |
| Лучший литературный первоисточник (англ. Best Writing, Motion Picture Story) | ★ Эдна Анхальт и Эдвард Анхальт — «Паника на улицах»                     | ★ Эдна Анхальт и Эдвард Анхальт — «Паника на улицах»                   |
| Лучший литературный первоисточник (англ. Best Writing, Motion Picture Story) | • Джузеппе де Сантис и Карло Лидзани — «Горький рис»                     |                                                                        |
| Лучший литературный первоисточник (англ. Best Writing, Motion Picture Story) | • Уильям Бауэрс и Андре Де Тот — «Стрелок»                               |                                                                        |
| Лучший литературный первоисточник (англ. Best Writing, Motion Picture Story) | • Леонард Шпигельгасс — «Загадочная улица»                               |                                                                        |
| Лучший литературный первоисточник (англ. Best Writing, Motion Picture Story) | • Сай Гомберг — «Когда Вилли возвращался домой»                          |                                                                        |

### Другие категории
| Категории                                                        | Лауреаты и номинанты                                                                                                   |
| ---------------------------------------------------------------- | --- |
| Лучшая музыка, Саундтрек к драматическому или комедийному фильму | ★ Франц Ваксман — «Бульвар Сансет»                                                                                     |
| Лучшая музыка, Саундтрек к драматическому или комедийному фильму | • Альфред Ньюман — «Всё о Еве»                                                                                         |
| Лучшая музыка, Саундтрек к драматическому или комедийному фильму | • Макс Стайнер — «Огонь и стрела»                                                                                      |
| Лучшая музыка, Саундтрек к драматическому или комедийному фильму | • Джордж Данинг — «Не надо грустных песен для меня»                                                                    |
| Лучшая музыка, Саундтрек к драматическому или комедийному фильму | • Виктор Янг — «Самсон и Далила»                                                                                       |
| Лучшая музыка, Саундтрек к музыкальному фильму                   | ★ Адольф Дойч и Роджер Эденс — «Хватай свою пушку, Энни!»                                                              |
| Лучшая музыка, Саундтрек к музыкальному фильму                   | • Оливер Уоллес и Пол Дж. Смит — «Золушка»                                                                             |
| Лучшая музыка, Саундтрек к музыкальному фильму                   | • Лайонел Ньюман — «Я справлюсь»                                                                                       |
| Лучшая музыка, Саундтрек к музыкальному фильму                   | • Андре Превин — «Три маленьких слова»                                                                                 |
| Лучшая музыка, Саундтрек к музыкальному фильму                   | • Рэй Хайндорф — «Вест-поинтская история»                                                                              |
| Лучшая песня к фильму                                            | ★ Mona Lisa — «Капитан Кари, США» — музыка и слова: Рэй Эванс и Джей Ливингстон                                        |
| Лучшая песня к фильму                                            | • Be My Love — «Любимец Нового Орлеана» — музыка: Николас Бродский, слова: Сэмми Кан                                   |
| Лучшая песня к фильму                                            | • Bibbidi-Bobbidi-Boo — «Золушка» — музыка и слова: Мак Дэвид, Эл Хоффман и Джерри Ливингстон                          |
| Лучшая песня к фильму                                            | • Mule Train — «Пение пистолетов» — музыка и слова: Фред Гликман, Хай Хит и Джонни Ланж                                |
| Лучшая песня к фильму                                            | • Wilhelmina — «Уобаш авеню» — музыка: Джозеф Майроу, слова: Мак Гордон                                                |
| Лучший монтаж                                                    | ★ Ральф Э. Уинтерс и Конрад А. Нервиг — «Копи царя Соломона»                                                           |
| Лучший монтаж                                                    | • Барбара Маклин — «Всё о Еве»                                                                                         |
| Лучший монтаж                                                    | • Джеймс Э. Ньюком — «Хватай свою пушку, Энни!»                                                                        |
| Лучший монтаж                                                    | • Артур П. Шмидт и Доан Харрисон — «Бульвар Сансет»                                                                    |
| Лучший монтаж                                                    | • Освальд Хафенрихтер — «Третий человек»                                                                               |
| Лучшая операторская работа (Чёрно-белый фильм)                   | ★ Роберт Краскер — «Третий человек»                                                                                    |
| Лучшая операторская работа (Чёрно-белый фильм)                   | • Милтон Р. Краснер — «Всё о Еве»                                                                                      |
| Лучшая операторская работа (Чёрно-белый фильм)                   | • Гарольд Россон — «Асфальтовые джунгли»                                                                               |
| Лучшая операторская работа (Чёрно-белый фильм)                   | • Виктор Мильнер — «Фурии»                                                                                             |
| Лучшая операторская работа (Чёрно-белый фильм)                   | • Джон Ф. Зейтц — «Бульвар Сансет»                                                                                     |
| Лучшая операторская работа (Цветной фильм)                       | ★ Роберт Л. Сёртис — «Копи царя Соломона»                                                                              |
| Лучшая операторская работа (Цветной фильм)                       | • Чарльз Рошер — «Хватай свою пушку, Энни!»                                                                            |
| Лучшая операторская работа (Цветной фильм)                       | • Эрнест Палмер — «Сломанная стрела»                                                                                   |
| Лучшая операторская работа (Цветной фильм)                       | • Эрнест Хэллер — «Огонь и стрела»                                                                                     |
| Лучшая операторская работа (Цветной фильм)                       | • Джордж Барнс — «Самсон и Далила»                                                                                     |
| Лучшая работа художника (Чёрно-белый фильм)                      | ★ Ханс Драйер, Джон Миэн (постановщики), Сэм Комер, Рэй Мойер (декораторы) — «Бульвар Сансет»                          |
| Лучшая работа художника (Чёрно-белый фильм)                      | • Лайл Р. Уилер, Джордж У. Дэвис (постановщики), Томас Литтл, Уолтер М. Скотт (декораторы) — «Всё о Еве»               |
| Лучшая работа художника (Чёрно-белый фильм)                      | • Седрик Гиббонс, Ханс Питерс (постановщики), Эдвин Б. Уиллис, Хью Хант (декораторы) — «Красный Дунай»                 |
| Лучшая работа художника (Цветной фильм)                          | ★ Ханс Драйер, Уолтер Х. Тайлер (постановщики), Сэм Комер, Рэй Мойер (декораторы) — «Самсон и Далила»                  |
| Лучшая работа художника (Цветной фильм)                          | • Седрик Гиббонс, Пол Грессе (постановщики), Эдвин Б. Уиллис, Ричард Пефферл (декораторы) — «Хватай свою пушку, Энни!» |
| Лучшая работа художника (Цветной фильм)                          | • Эрнст Фегте (постановщик), Джордж Соули (декоратор) — «Место назначения — Луна»                                      |
| Лучший дизайн костюмов (Чёрно-белый фильм)                       | ★ Эдит Хэд и Чарльз Ле Мэр — «Всё о Еве»                                                                               |
| Лучший дизайн костюмов (Чёрно-белый фильм)                       | • Жан Луи — «Рождённая вчера»                                                                                          |
| Лучший дизайн костюмов (Чёрно-белый фильм)                       | • Уолтер Планкетт — «Великолепный янки»                                                                                |
| Лучший дизайн костюмов (Цветной фильм)                           | ★ Эдит Хэд, Дороти Джикинс, Элоиз Дженссен, Жиль Стил и Гвен Уэйклинг — «Самсон и Далила»                              |
| Лучший дизайн костюмов (Цветной фильм)                           | • Майкл Уитэйкер — «Чёрная роза»                                                                                       |
| Лучший дизайн костюмов (Цветной фильм)                           | • Уолтер Планкетт и Валлес — «Сага о Форсайтах»                                                                        |
| Лучший звук                                                      | ★ Томас Т. Моултон (20th Century-Fox SSD) — «Всё о Еве»                                                                |
| Лучший звук                                                      | • Сэм Слайфилд (Walt Disney SSD) — «Золушка»                                                                           |
| Лучший звук                                                      | • Лесли И. Кэри (Universal-International SSD) — «Луиза»                                                                |
| Лучший звук                                                      | • Гордон Сойер (Samuel Goldwyn SSD) — «Очень личное»                                                                   |
| Лучший звук                                                      | • Кирил Кроухерст (Pinewood SSD) — «Трио»                                                                              |
| Лучшие спецэффекты                                               | ★ «George Pal Productions» — «Место назначения — Луна»                                                                 |
| Лучшие спецэффекты                                               | • Cecil B. DeMille Productions — «Самсон и Далила»                                                                     |
| Лучший документальный полнометражный фильм                       | ★ «Титан: История Микеланджело» / The Titan: Story of Michelangelo (продюсер: Роберт Снайдер)                          |
| Лучший документальный полнометражный фильм                       | • Этими руками / With These Hands (продюсеры: Джек Арнольд и Ли Гудман)                                                |
| Лучший документальный короткометражный фильм                     | ★ «Почему Корея?» / Why Korea? (продюсер: Эдмунд Рээк)                                                                 |
| Лучший документальный короткометражный фильм                     | • «Бой: Наука против рака» / The Fight: Science Against Cancer (продюсер: Гай Гловер)                                  |
| Лучший документальный короткометражный фильм                     | • Лестница / The Stairs (Film Documents, Inc.)                                                                         |
| Лучший короткометражный фильм, снятый на 1 бобину                | ★ «Дедушка скачек» / Grandad of Races (продюсер: Гордон Холлингсхед)                                                   |
| Лучший короткометражный фильм, снятый на 1 бобину                | • / Blaze Busters (продюсер: Роберт Янгсон)                                                                            |
| Лучший короткометражный фильм, снятый на 1 бобину                | • / Wrong Way Butch (продюсер: Пит Смит)                                                                               |
| Лучший короткометражный фильм, снятый на 2 бобины                | ★ «Бивер Вэлей» / In Beaver Valley (продюсер: Уолт Дисней)                                                             |
| Лучший короткометражный фильм, снятый на 2 бобины                | • Бабуля Мозес / Grandma Moses (Falcon Films, Inc.)                                                                    |
| Лучший короткометражный фильм, снятый на 2 бобины                | • Моя страна, это о тебе / My Country 'Tis of Thee (продюсер: Гордон Холлингсхед)                                      |
| Лучший короткометражный фильм (мультипликация)                   | ★ «Джеральд МакБоинг-Боинг» / Gerald McBoing-Boing (продюсер: Стивен Босустоу)                                         |
| Лучший короткометражный фильм (мультипликация)                   | • Кузен Джерри / Jerry’s Cousin (продюсеры: Фред Куимби)                                                               |
| Лучший короткометражный фильм (мультипликация)                   | • Компенсация неприятностей / Trouble Indemnity (продюсер: Стивен Босустоу)                                            |

### Специальные награды
| Награда                                               | Лауреаты | Лауреаты |
| ----------------------------------------------------- | --- | --- |
| Почётная награда за лучший фильм на иностранном языке | ★ «У стен Малапаги» / фр. Au-delà des grilles / итал. Le mura di Malapaga ( Франция / Италия ) — по решению совета управляющих Академии, как наиболее выдающемуся фильму на иностранном языке, демонстрировавшемуся в США в 1950 году. | ★ «У стен Малапаги» / фр. Au-delà des grilles / итал. Le mura di Malapaga ( Франция / Италия ) — по решению совета управляющих Академии, как наиболее выдающемуся фильму на иностранном языке, демонстрировавшемуся в США в 1950 году. |
| Почётная награда                                      | Джордж Мерфи | ★ Джордж Мерфи — за вклад в увеличение масштабов кинопроизводства в стране в целом. (for his services in interpreting the film industry to the country at large.)                                                                      |
| Почётная награда                                      | ★ Луис Б. Майер — за выдающееся служение на благо кинопроизводства. (for distinguished service to the motion picture industry.) | |
| Награда имени Ирвинга Тальберга                       | | ★ Дэррил Ф. Занук |